# 王蕾雅
蕾雅（1987年12月4日—），曾任台視新聞主播、專題記者。並兼任氣象主播。

## 學歷
- 大同國小（2000年畢業）
- 光明國中（2003年畢業）
- 大里高中（2006年畢業）
- 銘傳大學新聞系（2010年畢業）

## 經歷
- 中天新聞台記者
- 台視新聞記者、主播、氣象主播、專題記者
- 沖繩職棒籌備室 副總召集人

## 榮譽
- 榮獲 第53屆 金鐘獎 自然科學紀實節目獎
- 榮獲 第8屆扶輪公益金輪獎 優等獎
- 入圍 第51屆 金鐘獎 科學節目獎
- 入圍 第52屆 金鐘獎 科學節目獎
- 榮獲 105年兒少保護優質新聞獎 評審團獎

## 外部連結
- 王蕾雅的Facebook專頁
- 主播黑白玩的Youtube頻道